# Reacție Pfitzinger
Reacția Pfitzinger (cunoscută și ca reacția Pfitzinger-Borsche) este o reacție organică ce are loc între isatină, o bază și un compus carbonilic, obținându-se un acid chinolin-4-carboxilic:
Au fost publicare câteva recenzii ale reacției.

## Mecanism de reacție
Reacția dintre isatină (1) și o bază (precum este hidroxidul de potasiu) hidrolizează legătura amidică cu obținerea unui cetoacid 2. Acest intermediar derivat de anilină poate fi izolat; prin reacția sa cu o aldehidă sau o cetonă se obține o imină (3) și o enamină (4). Enamina se ciclizează, iar prin deshidratare formează derivatul chinolin-4-carboxilic (5):

## Variante

### Reacția Halberkann
Reacția dintre derivații de N-acil-isatină și baze duce la formarea de acizi 2-hidroxi-chinolin-4-carboxilici: